# Oliver Hartmann
Oliver Hartmann (* 28. června 1970 Rüsselsheim am Main, Německo) je německý zpěvák, kytarista skladatel a producent, známý především svojí spoluprací při nahrávání alb spousty metalových skupin. Doprovodné vokály nahrával například na deskách kapel jako jsou Edguy, Freedom Call, HammerFall, Rhapsody of Fire nebo Beyond the Black. V roce založil vlastní kapelu At Vance, z té ovšem po pěti letech odešel. Vzápětí začal vydávat spíše sólová alba pod hlavičkou své vlastní kapely Hartmann. Hartmann je také koncertním kytaristou metalové opery Avantasia, ve které se částečně podílí na každé vydané desce.

## Sólová diskografie
- Out in the Cold (2005)
- Home (2007)
- Handmade / Live in Concert (2008)
- 3 (2009)
- Balance  (2012)
- The Best is yet to Come (2013)
- Shadows & Silhouettes (2016)
- Hands on the Wheel (2018)
- 15 Pearls And Gems (2020)